# سرش‌آباد
سرش‌آباد یک روستا در ایران است که در بخش مرکزی شهرستان سربیشه واقع شده‌است. سرش‌آباد ۷۴ نفر جمعیت دارد.